# Caloptilia korbiella
Caloptilia korbiella là một loài bướm đêm thuộc họ Gracillariidae. Nó được tìm thấy ở và vùng Viễn Đông Nga.